# دریادار دورنگه
دریادار دورَنگه (نام علمی: Parasarpa zayla) نام یک گونه از سرده دریادارهای چینی است.